# مايكل ليبسكي
مايكل ليبسكي (بالإنجليزية: Michael Lipsky) هو عالم اجتماع أمريكي، ولد في 13 أبريل 1940 في نيويورك في الولايات المتحدة.